# Foresta nazionale di Coconino
La foresta nazionale di Coconino (in inglese: Coconino National Forest) è una foresta nazionale degli Stati Uniti di 1.856 milioni di acri (751.000 ettari) situata nel nord dell'Arizona, nelle vicinanze di Flagstaff. Originariamente istituita nel 1898 come "San Francisco Mountains National Forest Reserve", nel 1908 l'area fu designata foresta nazionale quando la San Francisco Mountains National Forest Reserve fu unita a terre provenienti da altre riserve forestali circostanti per creare la foresta nazionale di Coconino. Oggi, la foresta nazionale di Coconino contiene diversi paesaggi, tra cui deserti, pini gialli, pianure, mesa, tundra alpina e antiche cime vulcaniche. La foresta circonda le città di Sedona e Flagstaff e confina con altre quattro foreste nazionali; la foresta nazionale del Kaibab a ovest e nord-ovest, la foresta nazionale di Prescott a sud-ovest, la foresta nazionale di Tonto a sud e la foresta nazionale di Apache-Sitgreaves a sud-est. La foresta contiene tutte o parte delle dieci aree naturali designate, tra cui il Kachina Peaks Wilderness, che comprende la vetta delle San Francisco Peaks. La sede si trova a Flagstaff. Ci sono uffici locali del distretto dei ranger a Flagstaff, Happy Jack e Sedona.